# Бушуев, Андрей Васильевич
Андрей Васильевич Бушуев (1923—2016) — кандидат технических наук, доктор географических наук, лауреат Государственной премии СССР.

## Биография
Бушуев являлся главным научным сотрудником Арктического и антарктического научно-исследовательского института (ААНИИ)(Отдел совершенствования ледовой информационной системы). Полярный исследователь, участник нескольких полярных экспедиций (в том числе был начальником ледоисследовательского отряда третьей смены СП-4 («Северного полюса-4»)- советской научно-исследовательской дрейфующей станции Автор более 70 научных работ, монографий и методических пособий. «Атлас ледовых образований» (в соавторстве) актуален в навигации и гидрографии.

## Некоторые работы
- Бушуев А. В. Волков Н. А. Лощилов В. С. Атлас ледовых образований. — Гидрометеоиздат. — Ленинград. — 1974 год.
- В. Е. Бородачев, А. В. Бушуев История картирования морских льдов в 1900—1990 гг.
- Бушуев, Андрей Васильевич. Астрономические таблицы для северных широт 60-90° [Текст] / А. В. Бушуев, А. М. Брехов ; Под ред. Н. А. Волкова ; Аркт. и антаркт. науч.-исслед. ин-т. ААНИИ.
- Бушуев А. В. Девятов О. С. Смирнов В. Г. Спутниковый мониторинг ледового покрова в районе Приразломного нефтяного месторождения. — Навигация и гидрография. 4, 1997 г.